# Opuntia fragilis
Opuntia fragilis is een schijfcactus die voorkomt in een groot deel van Noord-Amerika. De noordgrens van de soort is de Peace River in de Canadese provincies Brits Columbia en Alberta. Daarmee heeft Opuntia fragilis van de cactussen het noordelijkste verspreidingsgebied.

## Ondersoorten en varianten
Van de Opuntia fragilis zijn drie ondersoorten en varianten bekend, te weten:
- Var. brachyarthra, Coult. Een plant met meer en sterkere stekels, kleinere bloemen en stekeligere vruchten, komt voor in Colorado en New Mexico
- Var. caespitosa, Hort. Kleiner met fel gele bloemen, komt in Colorado voor.
- Var. tuberiformis, Hort. Ziet er boller uit, komt in Colorado voor.